# Сан Пелегрино (Анкона)
Сан Пелегрино (итал. San Pellegrino) насеље је у Италији у округу Анкона, региону Марке.
Према процени из 2011. у насељу је живело 83 становника. Насеље се налази на надморској висини од 26 м.